# Качканарский историко-краеведческий музей
Качкана́рский исто́рико-краеве́дческий музе́й основан в 1992 году как филиал Нижнетагильского музея-заповедника горнозаводского дела Среднего Урала. Расположен в городе Качканаре Свердловской области (Россия), в здании дворца культуры по адресу ул. Свердлова, 20.

## История
1 декабря 1991 года горисполкомом качканарского Совета народных депутатов было принято решение о создании в городе музея. Для размещения музея было выделено одноэтажное кирпичное здание бывшего строительного управления № 5 1959 года постройки по адресу ул. Толстого, 18, реконструкция которого производилась с 1988 года. Здание расположено в северной части парка Строителей, в непосредственной близости от железнодорожных путей, по которым доставляется руда Качканарского ГОКа на дробильную фабрику для переработки. Открытие Качканарского историко-краеведческого музея, ставшего филиалом Нижнетагильского музея-заповедника горнозаводского дела Среднего Урала, состоялось 8 октября 1992 года. В первые месяцы работы штат музея составляли старший научный сотрудник Лебедева М. П. и таксидермист Тарасов М. В. Первые экспозиции, посвящённые быту рядовых качканарцев собирались добровольцами. В апреле 2015 года музей переехал в здание Дворца культуры по адресу ул. Свердлова, 20.
24 октября 2014 года музей стал структурным подразделением Дворца культуры, а в апреле 2015 года переехал в здание Дворца культуры по адресу ул. Свердлова, 20.
С 2016 года музей присоединился к всероссийской акции «Ночь музеев».

## Экспозиции
В экспозиции музея собраны материалы, посвящённые первостроителям города, истории, экономике и культуре Качканара. Фонды музея насчитывают 2117 единиц хранения. В зале природы представлены чучела животных Урала. Вторая постоянная экспозиция «Старатели» посвящена приискам и посёлкам, давшим начало Качканару и Валериановску. Также в музее проводятся временные выставки работ местных художников и предметов декоративно-прикладного искусства.

## Галерея

Экспозиции музея
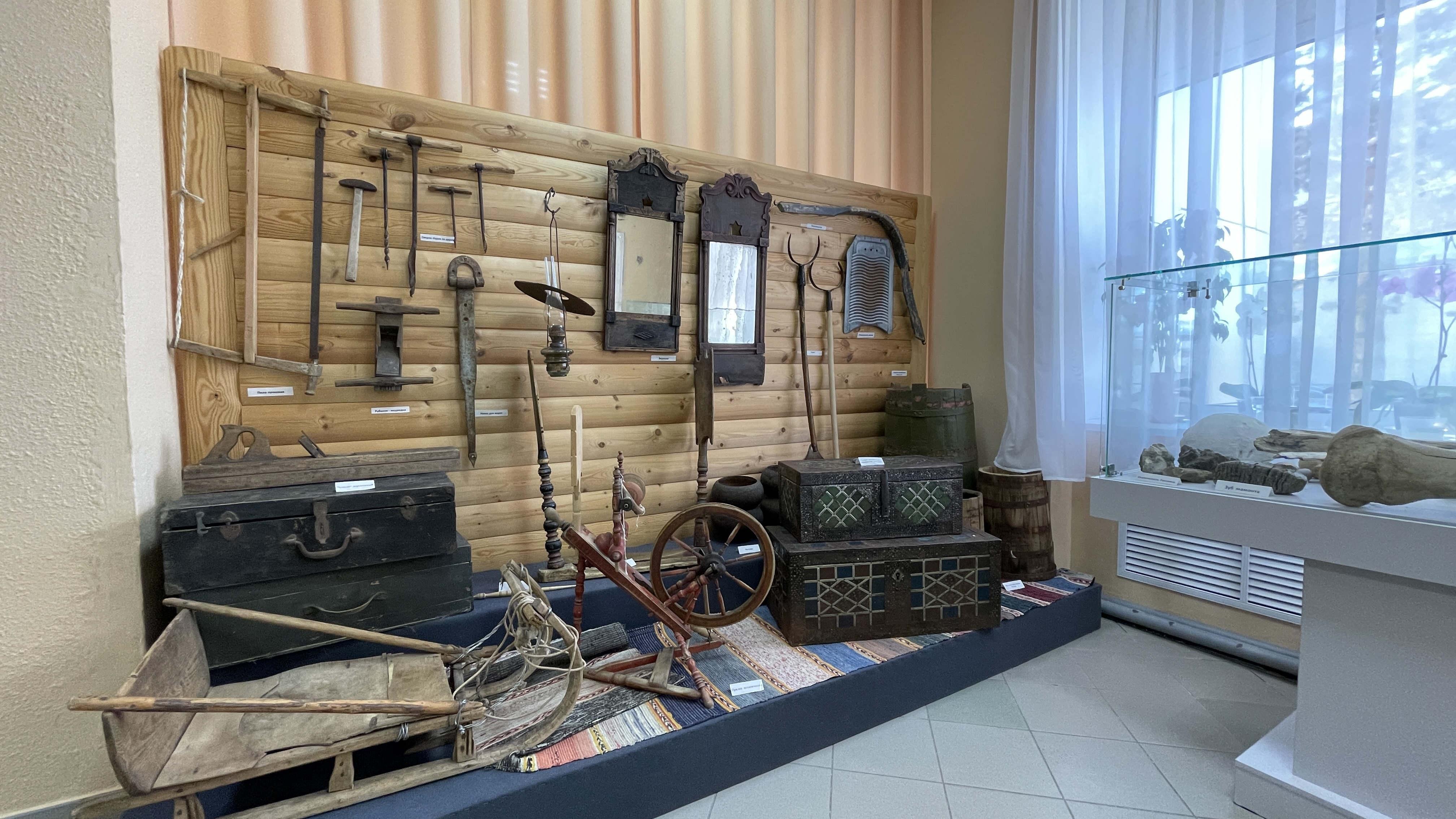
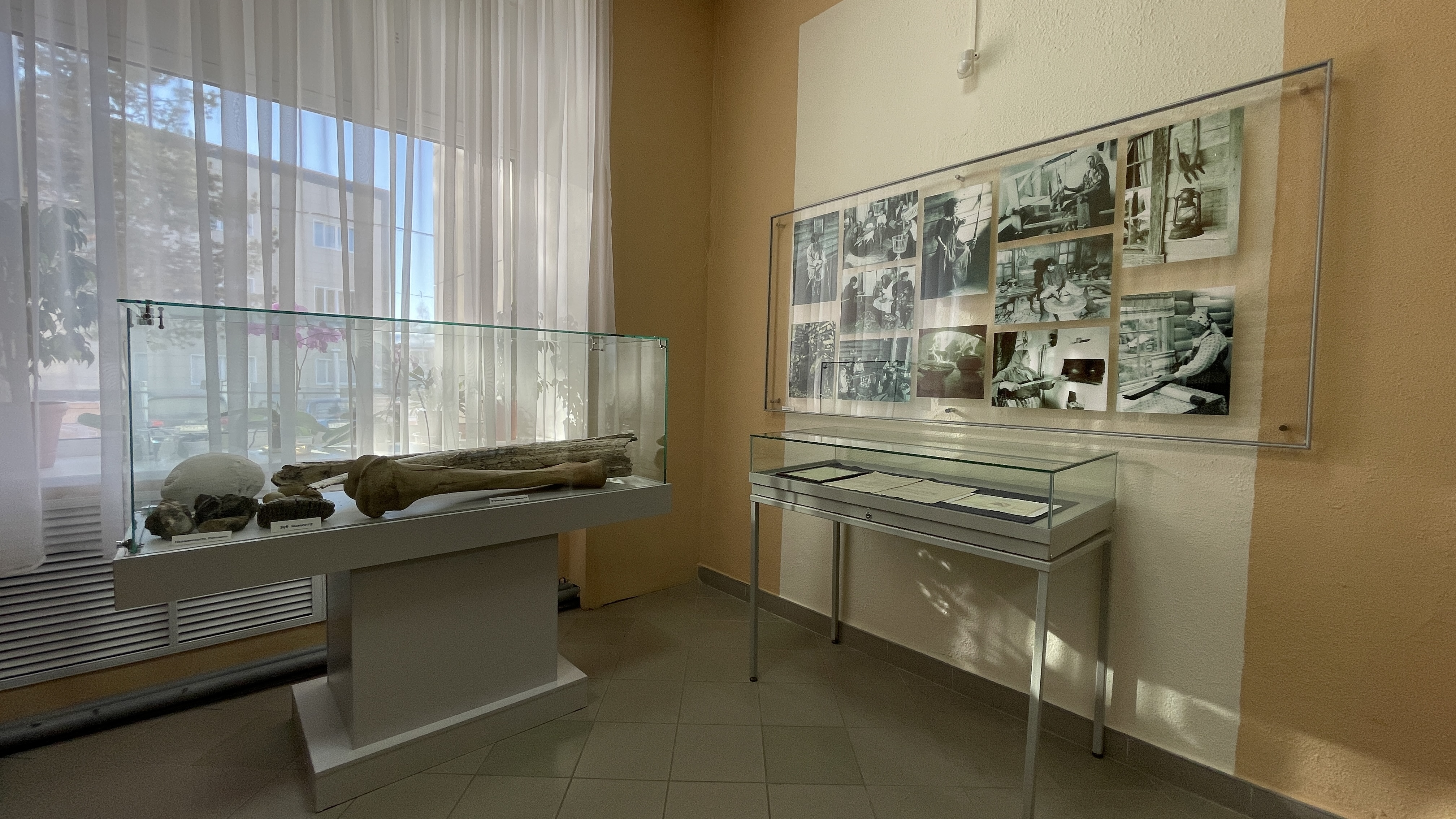
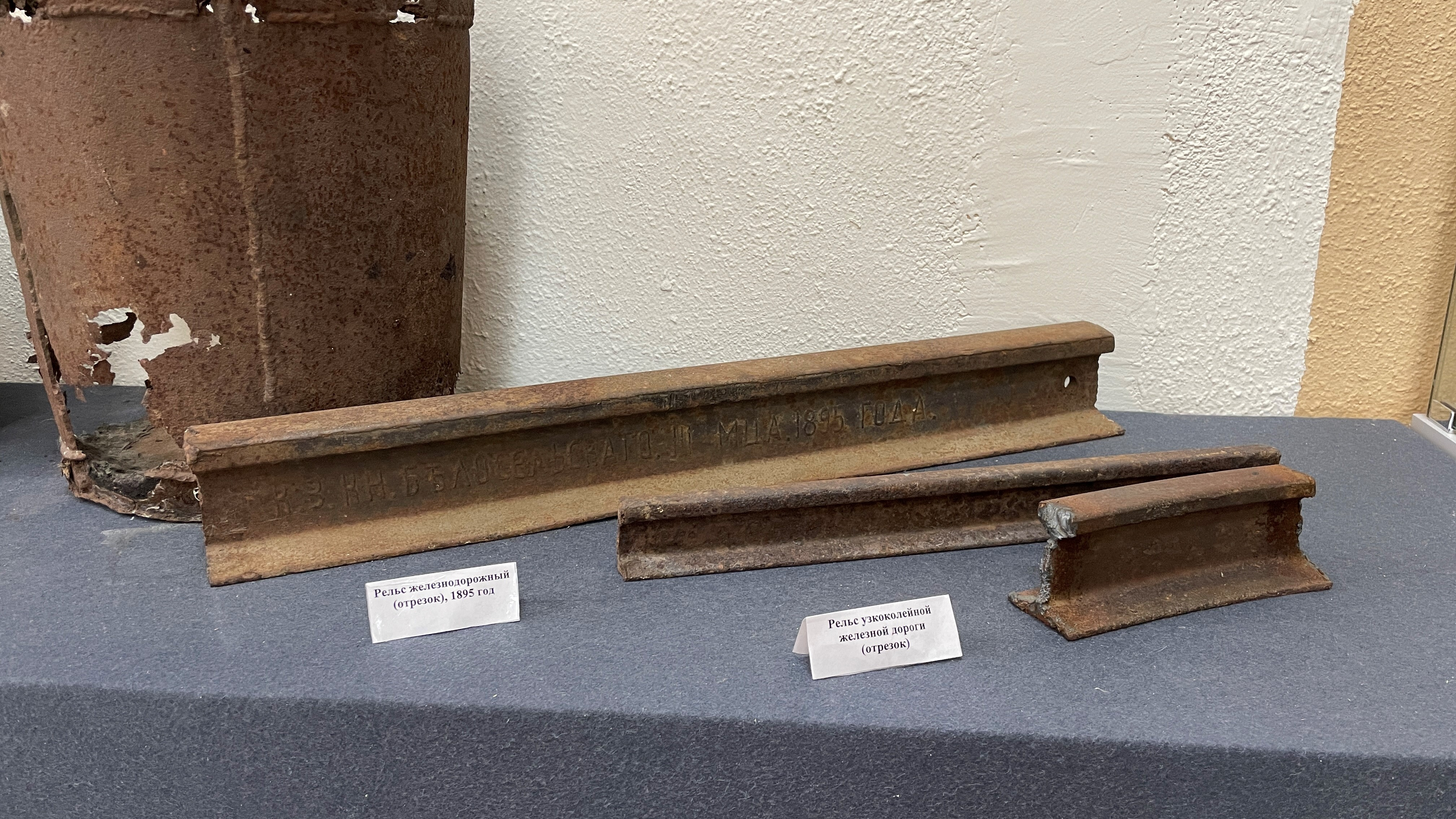
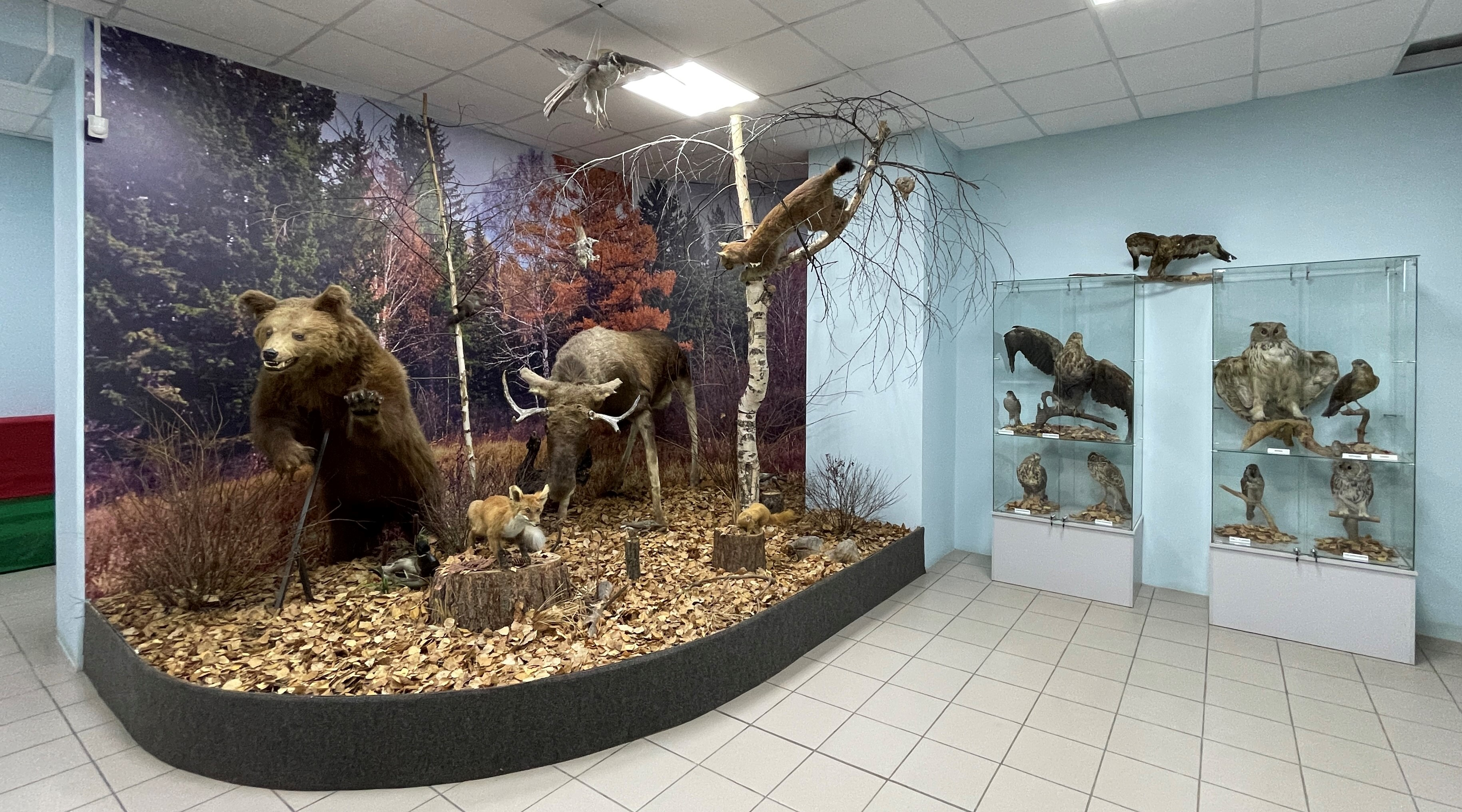
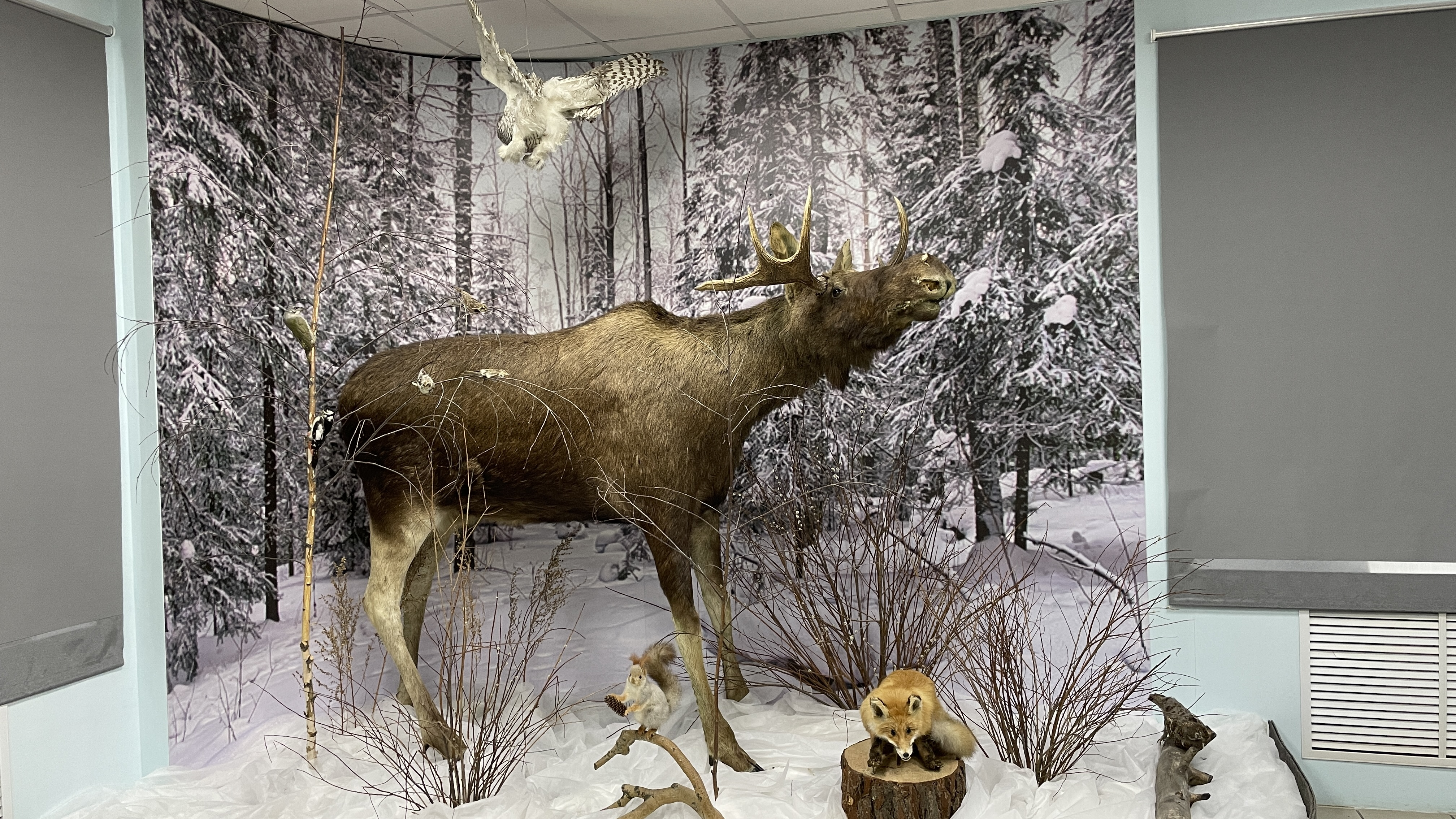